# Wojewódzka Biblioteka Publiczna w Krakowie
Wojewódzka Biblioteka Publiczna w Krakowie – główna, publiczna biblioteka województwa małopolskiego. Posiada status instytucji kultury województwa małopolskiego i jest finansowana przez samorząd województwa. Siedziba biblioteki znajduje się w zabytkowym budynku dawnych koszar przy ulicy Rajskiej 1 w Krakowie.

## Historia
Historia biblioteki sięga roku 1758, kiedy to Jacek Augustyn Łopacki przekazał miastu księgozbiór liczący ok. 200 tomów. W roku 1905 powstała Biblioteka Publiczna Towarzystwa Uniwersytetu Ludowego. Na bazie tych zbiorów w 1920 roku Rada Miasta Krakowa postanowiła utworzyć Bibliotekę Publiczną im. Ernesta Bandrowskiego. W 1922 roku księgozbiór przyszłej biblioteki został zdeponowany w Muzeum Przemysłowym Krakowa. Po wojnie w 1945 roku Miejska Rada Narodowa przyjęła uchwałę o utworzeniu Publicznej Biblioteki Miasta Krakowa, a w 1949 roku została powołana Wojewódzka Biblioteka Publiczna w Krakowie. W 1955 roku z fuzji biblioteki miejskiej i wojewódzkiej powstała Wojewódzka i Miejska Biblioteka Publiczna. W 1958 roku obie instytucje zostają rozdzielone. W 1965 roku Wojewódzka Biblioteka Publiczna otrzymała status biblioteki naukowej. W 1975 roku po zmianach administracyjnych dochodzi do ponownego połączenia biblioteki miejskiej i wojewódzkiej. W 1990 roku, w konsekwencji postanowień „Ustawy o samorządzie terytorialnym”, nastąpił podział bibliotek publicznych na państwowe (wojewódzkie) i samorządowe (miejskie, gminne i miejsko-gminne). W 1993 roku zarządzeniem wojewody krakowskiego biblioteka przyjęła nazwę Wojewódzkiej Biblioteki Publicznej w Krakowie i otrzymała nowy statut, a w 1996 przeniosła siedzibę na ulicę Rajską. W 1999 roku biblioteka stała się instytucją samorządową – centralną biblioteką publiczną dla województwa małopolskiego.
Dyrektorem WBP w Krakowie od 2011 roku jest Jerzy Woźniakiewicz. Wcześniej funkcję tę pełnili: Anna Wiśniewska (p.o. dyrektor), Artur Paszko, Jacek Wojciechowski, Józef Zając, Jan Malec, Władysław Wolski, Józef Korpała.

## Działalność
Wojewódzka Biblioteka Publiczna w Krakowie gromadzi, opracowuje i udostępnia zbiory, a także sprawuje nadzór merytoryczny nad siecią samorządowych bibliotek publicznych w Małopolsce. Biblioteka prowadzi także szereg działań edukacyjnych, kulturalnych oraz przeciwdziałających wykluczeniu społecznemu.
Biblioteka, przy współpracy z Urzędem Marszałkowskim województwa małopolskiego, prowadzi Małopolską Bibliotekę Cyfrową, której głównym celem jest prezentacja w Internecie bogatego i różnorodnego dziedzictwa kulturowego Małopolski.
W budynku WBP w Krakowie działa ogólnodostępna sieć Wi-fi, budynek przystosowany jest do potrzeb osób niepełnosprawnych (podjazdy, windy, sanitariaty itp.).
W Bibliotece funkcjonuje Dyskusyjny Klub Książki dla dorosłych, organizowane są spotkania promujące czytelnictwo. Od 2007 roku w partnerstwie z Towarzystwem Polsko-Niemieckim w Krakowie realizowany jest program „Szkoła @ktywnego Seniora”, w ramach którego prowadzona jest działalność na rzecz osób starszych (kursy komputerowe, warsztaty, seminaria, wykłady).
Mierzące ponad 200 metrów długości korytarze budynku wykorzystywane są jako powierzchnie wystawiennicze dla ekspozycji malarstwa i fotografii.
Biblioteka dysponuje pięcioma salami konferencyjnymi (udostępnianymi także komercyjnie), w tym nowoczesną salą ze sprzętem nagłaśniającym, projektorami, klimatyzacją oraz kabinami tłumaczy symultanicznych.

## Zbiory
Zbiory Biblioteki obejmują około 500 tysięcy jednostek inwentarzowych. Są to książki, czasopisma, zbiory specjalne, w tym płyty winylowe, kasety, przezrocza, płyty CD i DVD. WBP w Krakowie posiada bogate zbiory naukowe i popularnonaukowe ze wszystkich dziedzin wiedzy, encyklopedie, słowniki, bibliografie i monografie, książki dotyczące Krakowa i Małopolski, dokumenty życia społecznego, materiały audialne z zakresu muzyki poważnej, operowej, rozrywkowej i dziecięcej, nuty i materiały muzykologiczne, bogate zbiory czasopism, roczników i zeszytów naukowych, komputerowe bazy danych, bibliografie multimedialne, a także książki brajlowskie i „książki mówione” (kasety magnetofonowe) – głównie beletrystykę dla dorosłych i dla dzieci.
Biblioteka dysponuje unikatowymi zbiorami czasopism regionalnych i lokalnych z terenu Krakowa i Małopolski oraz m.in. kolekcją dokumentów życia społecznego, takich jak: katalogi wystaw, programy teatralne, imprez, afisze i plakaty, druki wyborcze, okolicznościowe, ulotki, obwieszczenia itp.
Wojewódzka Biblioteka Publiczna w Krakowie gromadzi i udostępnia na miejscu aktualne wydania gazet i czasopism (około 270 tytułów w prenumeracie) oraz komplety archiwalnych roczników – łącznie około 2 tys. tytułów. Są to zarówno periodyki o tematyce ogólnej i społeczno-kulturalnej, jak i czasopisma naukowe z dziedziny nauk humanistycznych i społecznych. Udziela także informacji bibliotecznych, bibliograficznych i faktograficznych ze wszystkich dziedzin wiedzy, zarówno na miejscu, jak i telefonicznie oraz korespondencyjnie.
Oddana do użytku jesienią 2009 Czytelnia Główna WBP w Krakowie to jedna z nielicznych tak dużych czytelni posiadająca wolny dostęp do zbiorów. Czytelnicy WBP w Krakowie mają możliwość korzystania z katalogu w formie elektronicznej, a także zarządzania swoim kontem bibliotecznym poprzez Internet.

## Agendy biblioteki
- Arteteka
- Biblioteka Sztuki
- Czytelnia Czasopism
- Czytelnia Główna
- Czytelnia Informacji Biznesowej i Europejskiej
- Czytelnia Informacji Naukowej i Bibliograficznej
- Czytelnia Materiałów Własnych
- Czytelnia Zbiorów o Krakowie i Małopolsce
- Punkt Informacyjny
- Punkt Rejestracji Czytelników
- Wypożyczalnia i Czytelnia Zbiorów Obcojęzycznych
- Wypożyczalnia i Pracownia dla Dzieci
- Wypożyczalnia i Pracownia Informatyczna
- Wypożyczalnia i Pracownia dla Młodzieży
- Wypożyczalnia i Pracownia Muzyczna
- Wypożyczalnia Główna
- Wypożyczalnia Książki Mówionej i Brajlowskiej
- Wypożyczalnia Międzybiblioteczna